# Billy Cotton

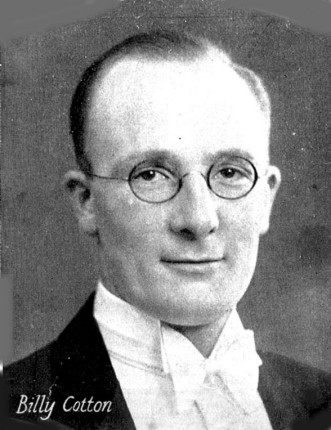
El director de orquesta británico Billy Cotton (1899-1969)

Billy Cotton (6 de mayo de 1899 – 25 de marzo de 1969) fue un líder de banda inglés. Cotton es recordado principalmente por sus intervenciones radiotelevisivas en los años 1950 y 1960, aunque su carrera musical se había iniciado en la década de 1920. En su juventud fue también futbolista aficionado, jugando para el Brentford Football Club y para el Wimbledon Football Club. También fue un buen piloto automovilístico y propietario de un de Havilland DH.60 Moth que pilotaba él mismo.

## Biografía
Su nombre completo era William Edward Cotton, y nació en Londres, Inglaterra, siendo sus padres Joseph y Susan Cotton. Cotton se alistó en los Royal Fusiliers falsificando su edad, sirviendo en la Primera Guerra Mundial en Malta y Egipto antes de llegar a Gallipoli durante un bombardeo de artillería. Fue recomendado para una comisión que le llevó a aprender a pilotar un avión Bristol F.2 Fighter. No tenía 19 años cuando voló por vez primera en 1918. Finalizada la guerra, a inicios de la década de 1920, llevó a cabo varios trabajos, incluyendo el de conductor de autobús, hasta que pudo fundar una orquesta propia, la London Savannah Band, en 1924.
Al principio una banda convencional de música bailable, la London Savannah Band gradualmente fue dedicándose al entretenimiento de music hall y vodevil, incluyendo humor visual y verbal entre sus canciones. Entre los músicos que tocaron en la banda de Billy Cotton en los años 1920 y 1930s figuran Arthur Rosebery, Syd Lipton y Nat Gonella. La banda era también conocida por su trombonista afroamericano y bailarín de claqué, Ellis Jackson. Su melodía de presentación era "Somebody Stole My Gal", y la banda hizo numerosas grabaciones discográficas para Decca Records.
Durante la Segunda Guerra Mundial, Cotton y su banda viajaron en gira por Francia con la Entertainments National Service Association (ENSA). Finalizada la contienda empezó un show radiofónico en la BBC, Billy Cotton Band Show, que se emitió entre 1949 y 1968. En la década de 1950 el compositor Lionel Bart contribuyó con melodías cómicas al show. A partir de 1957 el programa fue también emitido por BBC televisión. Además de su trabajo como director e instrumentista, Cotton a menudo contribuía cantando en muchas de las grabaciones de su grupo.
Como piloto automovilístico, corrió en Brooklands en la época de entreguerras, pero su mejor momento llegó en 1949 cuando acabó octavo en el Grand Prix Británico, en el cual compartió un English Racing Automobiles con David Hampshire.
Cotton se casó con Mabel E. Gregory en 1921. Tuvieron dos hijos, Ted y Bill Cotton, que más adelante llegó a ser directivo de BBC television. En 1962 Billy Cotton sufrió un ictus. Falleció en 1969 por un infarto agudo de miocardio mientras asistía a un combate de boxeo que tenía lugar en el Wembley Arena de Londres.
Su autobiografía, I Did It My Way, se publicó en 1970, un año después de su muerte.

## Filmografía (selección)
- 1932 : The First Mrs. Fraser
- 1935 : Variety
- 1939 : Music Hall Parade